# Clémentine Prieur
Clémentine Prieur, née en 1976, est une mathématicienne française, maître de conférences puis professeure à l'Université Grenoble Alpes. En 2015, elle est lauréate du prix Blaise-Pascal du GAMNI-Société de mathématiques appliquées et industrielles (association française) (SMAI) de l'Académie des sciences en mathématiques appliquées et en informatique.

## Carrière
Diplômée de l'École normale supérieure Paris-Saclay en 2000, Clémentine Prieur obtient l'agrégation de mathématiques en 1999. Elle soutient une thèse de mathématiques à l'Université de Cergy Pontoise (1999-2001) sous la direction de Paul Doukhan. Puis elle devient maître de conférences, à l'INSA Toulouse (2002-2008) et effectue sa recherche au laboratoire de statistique et probabilités de l'Institut de Mathématiques de Toulouse où elle soutient son habilitation à diriger des recherches (2006, Toulouse).
Clémentine Prieur est professeur des universités à l'Université Grenoble Alpes depuis 2008.
Elle effectue sa recherche au laboratoire Jean Kuntzmann à Grenoble au sein de l'équipe Institut national de recherche en informatique et en automatique (Inria) Airsea. Elle enseigne les mathématiques, essentiellement à l'Université Grenoble Alpes dans les filières de mathématiques et de biologie.
Elle est notamment directrice de plusieurs thèses et présidente de jurys de soutenance,.

## Travaux
Clémentine Prieur travaille sur l'analyse de sensibilité, les méthodes statistiques et processus stochastiques. Elle s'intéresse à comprendre et analyser les conséquences du réchauffement climatique sur notre environnement, qui constitue un véritable défi pour la communauté scientifique,.
Plus récemment elle s'attache à l'analyse de la dynamique de pandémie du COVID19 et a fait plusieurs interventions dans la presse nationale sur ce sujet, comme dans le journal du CNRS, le Figaro, et Huffingtonpost.
Clémentine Prieur a publié de nombreux travaux en français et en anglais, et a co-signé un ouvrage intitulé Weak Dependance: With Examples and Applications publié par Springer en 2007.

## Distinction
En 2015, Clémentine Prieur est lauréate du prix Blaise-Pascal du GAMNI-SMAI, décerné par l'Académie des sciences en mathématiques appliquées et en informatique pour distinguer un travail remarquable,.